# Курбатов, Филипп Иванович
Филипп Иванович Курбатов (1914, Пермский край — 1996) — инструктор передовых методов каменных работ участка «Заводстрой» треста № 1 «Севуралтяжстрой» Пермского совнархоза.

## Биография
Родился в 1914 году в деревне Верхние Курбаты Уинского района Пермского края в крестьянской семье.
В 1932 году окончил курсы каменщиков в городе Березники. С этого времени работал каменщиком в Березниковском строительном тресте № 1 «Северуралтяжстроя». Возводил жилые дома, школы, объекты культуры в городе. В годы Великой Отечественной войны на фронт не попал, как специалист имел бронь, участвовал в сооружении Березниковского магниевого завода.
И в послевоенные годы Курбатов работал на строительстве гражданских и промышленных объектов. Ему неоднократно поручались работы по реконструкции предприятий. Отличался результативным внедрением в строительство новых приемов и технологий, например метода «двойной кладки» для малого фронта работ, или «пятерки» при работе по всему периметру здания. Строители Березников знали термин «школа Курбатова». Возглавлял первую в Пермской области комплексную бригаду. С середины 1950-х годов был инструктором передовых методов каменных работ в тресте. Воспитал десятки замечательных мастеров.
Указом Президиума Верховного Совета СССР от 9 августа 1958 года за выдающиеся успехи, достигнутые в строительстве и промышленности строительных материалов Курбатову Филиппу Ивановичу присвоено звание Героя Социалистического Труда с вручением ордена Ленина и золотой медали «Серп и Молот».
Вел большую общественную работу, дважды избирался делегатом на Всесоюзные съезды профсоюзов, в 1963 году стал членом ВЦСПС. В 1975 году вышел на пенсию.
Жил в городе Березники. В 1984 году ему было присвоено звание «Почетный гражданин города Березники». Скончался в 1996 году.
Награждён орденом Ленина, медалями.
В городе Березники, на доме где жил ветеран, установлена мемориальная доска.